# Movimiento Asociativo Italianos en el Exterior
El Movimiento Asociativo Italianos en el Exterior (en italiano: Movimento Associativo degli Italiani all'Estero, abreviado MAIE) es un partido político italiano nacido en el exterior, con el fin de representar a las comunidades residentes fuera de la península.

## Historia
El Movimiento fue fundado en 2007 y legalizado el 8 de marzo de 2008 por el diputado ítalo-argentino Ricardo Merlo, representante de la Circunscripción "América Meridional". La colectividad nació como una escisión del partido Asociaciones Italianas en Sudamérica (AISA).
Nace como representativo de aquellos pedidos que no son reivindicaciones exclusivas ni de derecha ni de izquierda, sino que son propias de una colectividad, la italiana residente en el exterior, que tiene al asociacionismo como eje principal de su organización. 
En las elecciones generales de abril de 2008, el MAIE se presentó en la Circunscripción "América Meridional", siendo elegido para la Cámara de Diputados Ricardo Merlo y para el Senado Mirella Giai.
En las elecciones al Parlamento Europeo de 2009 se presentó en una lista única con el partido Liberal Demócratas. El 20 de marzo el diputado Merlo se adhiere al grupo parlamentario "Liberal Demócratas-Republicanos", el cual, con el posterior abandono de los miembros del PRI, asume la denominación "Liberal Demócratas-MAIE".
En las elecciones generales de 2013 el partido presentó candidatos al Senado y la Cámara de Diputados en las circunscripciones de América Meridional y Europa. Resultaron elegidos dos diputados y un senador, todos ellos por la circunscripción "América Meridional". Además, eligió la diputada Fucsia Nissoli dentro de la lista Con Monti por Italia en la circunscripción de América del Norte y Central. Sin embargo, la diputada abandonó el MAIE unos días más tarde.
En las elecciones europeas de 2014 el MAIE concurrió junto con Yo cambio (Io Cambio), pero no pudo conseguir ningún escaño porque dicha lista no pasó el umbral necesario para obtener representación, logrando apenas el 0,2% a nivel nacional y un 3% en la circunscripción extranjera.
El 25 de febrero de 2014, Matteo Renzi del Partido Democrático ganó un voto de confianza en el Parlamento italiano, también gracias a los votos de Ricardo Merlo y de todo el MAIE.
En mayo de 2018 el senador Adriano Cario, quien había sido elegido como miembro de la USEI, se incorporó al partido.
Durante noviembre de 2021, se ha desatado un escándalo institucional respecto a la elección de Cario, ya que se ha corroborado que los votos a su persona se encontraban con firmas falsificadas. Esta cuestión ha puesto en peligro su banca y el método de elección de los italianos residentes en el exterior. 

## Resultados electorales
|  | 8,3 % |

|  | 22,7 % |

|  | 14,3 % |

|  | 39,4 % |

|  | 9,7 % |

|  | 27,8 % |

|  | 7,6 % |

|  | 20,8 % |

|  | 13,4 % |

|  | 40,9 % |

|  | 10,9 % |

|  | 31,6 % |